# Ulf Ekstrand
Ulf Arne Ekstrand (* 21. September 1957 in Göteborg) ist ein ehemaliger schwedischer Eisschnellläufer.

## Werdegang
Ekstrand, der für den IK Wega aus Göteborg startete, wurde im Jahr 1976 schwedischer Juniorenmeister im Kleinen Vierkampf und in den Jahren 1979 sowie 1980 schwedischer Meister im Großen Vierkampf. Zudem erreichte er bei schwedischen Meisterschaften dreimal den dritten Platz und trat international erstmals in der Saison 1975/76 in Erscheinung. Dabei beendete er den Wettbewerb bei den Juniorenweltmeisterschaften 1976 in Madonna di Campiglio vorzeitig und lief bei der Mehrkampfweltmeisterschaft 1976 in Heerenveen auf den 24. Platz im Großen Vierkampf. In der Saison 1976/77 kam er bei der Mehrkampfeuropameisterschaft 1977 in Larvik auf den 21. Platz im Großen Vierkampf und bei den Juniorenweltmeisterschaften 1977 in Inzell auf den neunten Platz im Kleinen Vierkampf. In den folgenden Jahren belegte er bei den Juniorenweltmeisterschaften 1978 in Montreal den 18. Platz im Kleinen Vierkampf und bei der Mehrkampfweltmeisterschaft 1979 in Oslo den 30. Rang im Großen Vierkampf. Zudem nahm er an der Mehrkampfeuropameisterschaft 1979 in Deventer teil, wobei er nach drei von vier Läufen ausschied. In der Saison 1979/80 lief er bei der Mehrkampfeuropameisterschaft 1980 in Trondheim auf den achten Platz und bei der Mehrkampfweltmeisterschaft 1980 in Heerenveen auf den 19. Rang im Großen Vierkampf. Beim Saisonhöhepunkt, den Olympischen Winterspielen 1980 in Lake Placid, belegte er den 21. Platz über 10.000 m, den 16. Rang über 1500 m und den achten Platz über 5000 m. Bis zu seinem Karriereende im Jahr 1984 lief er bei der Mehrkampfeuropameisterschaft 1981 in Deventer sowie bei der Mehrkampfweltmeisterschaft 1981 in Oslo jeweils auf den 15. Platz und bei der Mehrkampfweltmeisterschaft 1983 in Oslo auf den 21. Rang im Großen Vierkampf.

## Erfolge

### Olympische Spiele
- 1980 Lake Placid: 8. Platz 5000 m, 16. Platz 1500 m, 21. Platz 10.000 m

### Mehrkampf-Weltmeisterschaften
- 1976 Heerenveen: 24. Platz Großer Vierkampf
- 1979 Oslo: 30. Platz Großer Vierkampf
- 1980 Heerenveen: 19. Platz Großer Vierkampf
- 1981 Oslo: 15. Platz Großer Vierkampf
- 1983 Oslo: 21. Platz Großer Vierkampf

### Mehrkampf-Europameisterschaften
- 1977 Larvik: 21. Platz Großer Vierkampf
- 1980 Trondheim: 8. Platz Großer Vierkampf
- 1981 Deventer: 15. Platz Großer Vierkampf

## Persönliche Bestleistungen
| Disziplin | Zeit         | Datum             | Ort       |
| --------- | ------------ | ----------------- | --------- |
| 500 m     | 39,53 s      | 17. März 1983     | Almaty    |
| 1000 m    | 1:19,70 min  | 9. Februar 1984   | Göteborg  |
| 1500 m    | 2:01,61 min  | 17. März 1983     | Almaty    |
| 3000 m    | 4:17,81 min  | 13. Dezember 1980 | Inzell    |
| 5000 m    | 7:22,55 min  | 11. Dezember 1983 | Oslo      |
| 10.000 m  | 15:04,71 min | 20. Januar 1980   | Trondheim |